# تي-5 يونغ ين
تي-5 يونغ ين تعني بالانكليزية (النسر الشجاع)هي طائرة تدريب متقدم نفاثة متطورة تفوق سرعتها سرعة الصوت تم تطويرها من قبل شركة تايوان للتنمية الصناعية للفضاء (AIDC) لصالح القوات الجوية لجمهورية الصين (تايوان).

تم تصميم الطائرة التدريبية النفاثة الجديدة لتحل محل الأسطول القديم من طائرات التدريب AT-3 Tzu Chung و F-5E / F في الخدمة مع القوات الجوية التايوانية. سيتم استخدامها لتوفير التدريب المتقدم على الطيران لطياري المقاتلات الرئيسيه في سلاح الجو التايواني. كما أنها قادرة على القيام بمهام هجوم جو - أرض.

سيتيح نظام التدريب المتكامل على الطيران في طائرة التدريب للطيارين المتدربين تطوير مهارات قتالية فعالة واكتساب مهارات الطيران الأساسية في وقت قصير.

وقعت القوات الجوية التايوانية اتفاقية مع المعهد الوطني للعلوم والتكنولوجيا (NCSIST) لتطوير طائرة تي-5 يونغ ين، في فبراير 2017.

وقع المعهد الوطني للعلوم والتكنولوجيا (NCSIST) وشركة تايوان للتنمية الصناعية للفضاء (AIDC) اتفاقية شراء تي-5 يونغ ين في أبريل 2017 .
بدأت عملية تطوير وتجميع الطائرة تي-5 يونغ ين في يونيو 2018، بينما أقيم حفل إطلاقها في سبتمبر 2019.

قامت الطائرة برحلتها الأولى في يونيو 2020 ورافقها زوج من مقاتلات F-CK-1 Ching-Kuo المتعددة المهام أثناء الرحلة.

طلبت القوات الجوية التايوانية ما مجموعه 66 وحدة من طائرات تي-5 يونغ ين ومن المتوقع أن يبدأ الإنتاج في عام 2021، مع بدء الإنتاج الكمي المتسلسل في عام 2023 وسيتم اكمال ادخال هذه الطائرات إلى الخدمة في عام 2026.

قالت الرئيسة التايوانية تساي إنغ ون اثناء حفل تدشين نموذج للطائرة تي-5 يونغ ين في سبتمبر 2019 : منذ بدء العمل في عام 2017، فإن المشروع الذي تكلف 68.6 مليار دولار تايواني (2.2 مليار دولار أمريكي) خلق ما لا يقل عن 1200 وظيفة في تايوان وأكثر من نصف عقود العمل تذهب إلى الشركات المصنعة المحلية.

## التصميم
يعتمد تصميم طائرة التدريب المتقدم النفاثة تي-5 يونغ ين على تصميم الطائرة AIDC F-CK-1 Ching-Kuo متعددة المهام، والتي يبلغ طولها 14.21 متر وعرضها 9.46 متر وارتفاعها 4.42 متر. 

وزن الطائرة وهي فارغة والوزن الأقصى للإقلاع لطائرة F-CK-1 هو 6,500 كغم و 12,200 كغم على التوالي.

تم تحسين هيكل وخصائص الطيران لطائرة F-CK-1 لتحسين أداء الطيران لطائرة التدريب المتقدم تي-5 يونغ ين الجديدة. 

تم استخدام الموادالمركبة في تصميم الطائرة تي-5 يونغ ين لتقليل الوزن الكلي وتحسين قوتها.

تم تحسين الشكل الديناميكي الهوائي للطائرة لتوليد سحب أقل وزاوية عالية للهجوم مع تحسين أداء التحليق.

تم تعديل المقطع العرضي للجناح لخفض سرعة الاقتراب وزيادة استقرار الطائرة بسرعات منخفضة.

تمت إعادة تصميم جسم الطائرة الخلفي للطائرة تي-5 يونغ ين وتم تعديل ملف الطائرات لتقليل سرعة هبوط الطائرة.

تم رفع خط الفصل لزيادة سعة خزان الوقود مما أدى إلى زيادة مدة الرحلة ومدتها.

تم تغيير معدات الهبوط الرئيسية لتعزيز استقرار الهبوط الارضي.

حسب

## المقصورة والالكترونيات

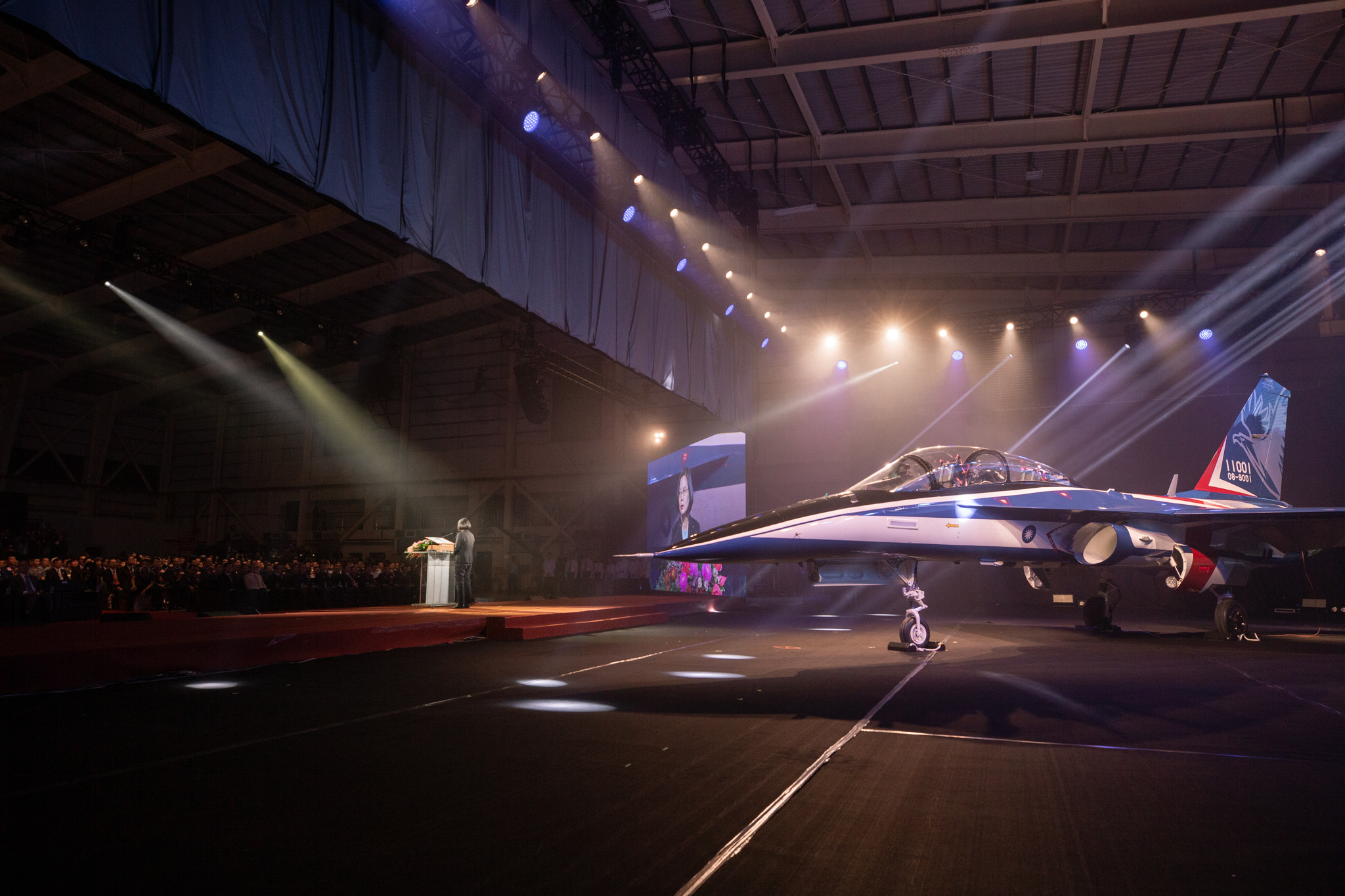
نموذج للطائرة

تأتي طائرة التدريب المتقدم تي-5 يونغ ين مع مقصورة زجاجية حديثة ذات مقعدين تتميز بشاشات أجهزة الطيران الرقمية وشاشات متعددة الوظائف.

يدمج إلكترونيات الطيران المتقدمة ونظام التحكم الرقمي في الطيران الذي تنتجه إما الشركات التايوانية أو تحت الإنتاج المشترك مع الشركاء الأجانب.

تم تجهيز الطائرة برادار صفيف نشط جديد ممسوح ضوئيًا إلكترونيًا (AESA)، والذي يوفر قدرات فائقة للكشف عن الهدف والتتبع والحماية الذاتية.

حسب رئيس شركة تايوان للتنمية الصناعية للفضاء (AIDC) فأن 80% من مكونات الطائرة تي-5 يونغ ين مصنوعه بشكل جديد تماما ومن ضمنها مقصورة الطيارين والانظمة الالكترونية والمحرك.

## التسليح
جراب (بود) رشاش لدعم عمليات الهجوم الارضي كما يمكن تجهيزها بمجموعه من القنابل والرشاشات.

## المحرك والدفع
يتم تشغيل طائرة التدريب المتقدم تي-5 يونغ ين بمحركين نوع F124-200TW توربينيين، يتم إنتاجهما بشكل مشترك من قبل AIDC و International Turbine Engine Corporation (ITEC. يتم تركيب المحركات تحت جسم الطائرة.

## المواصفات العامة

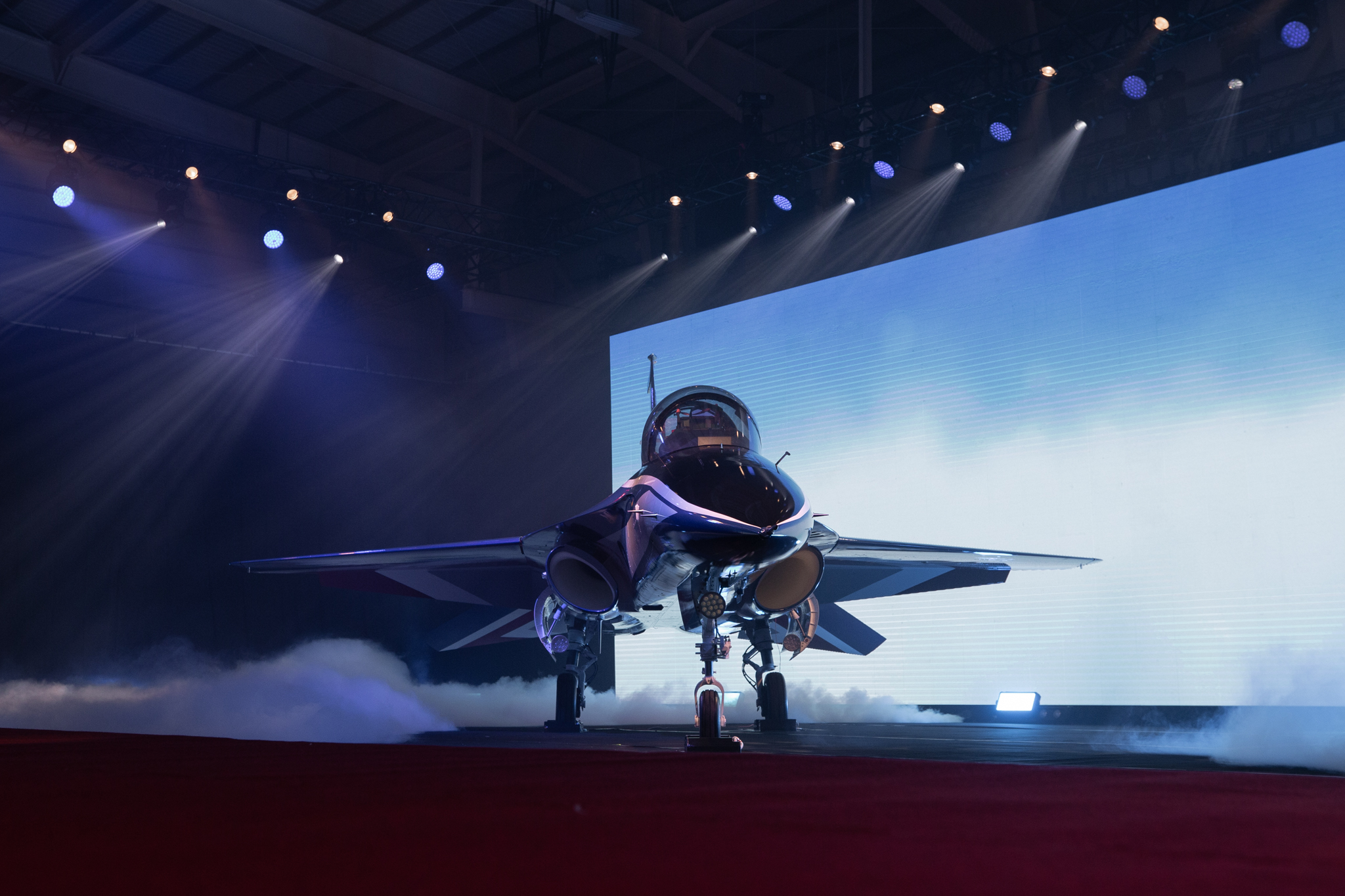
نموذج للطائرة اثناء التدشين

- الطاقم: فردين.

- الطول: 14.5 متر.

- الارتفاع: 4.4 متر.

- العرض: 9.25 متر.

- الوزن (فارغة): 4500 كغم.

- اقصى وزن للإقلاع: 7500 كغم.